# Han Kang
Han Kang (hangul: 한강; hanja: 韓江; rr: Han Gang; MR: Han Kang; Gwangju, 27 de novembro de 1970) é uma escritora sul-coreana. Foi distinguida em 2024 com o Prémio Nobel de Literatura “pela sua intensa prosa poética que confronta traumas históricos e expõe a fragilidade da vida humana”.

## Biografia
Han Kang é filha do romancista sul-coreano Han Seung-won. Ela nasceu em Gwangju e aos 10 anos, mudou-se para Suyuri (bairro do distrito de Gangbuk-gu), em Seul com a família. Estudou literatura coreana na Universidade Yonsei, localizada em Seul. Depois de se graduar trabalhou durante três anos como jornalista nas revistas Publishing Journal e Samtoh, entre outras.[carece de fontes?]
Sua carreira literária teve início com a publicação de cinco de seus poemas, incluindo "Inverno em Seul", em edição da revista Munhak-gwa-sahoe (Literatura e Sociedade) em 1993. Já sua carreira enquanto romancista iniciou-se no ano seguinte, em 1994, quando foi ganhadora do Concurso Literário da Primavera de Seoul Shinmun, com o relato "A âncora escarlate". Em 1995, publicou seu primeiro livro de contos intitulado Yeosu (여수의 사랑). Em 1998, ela participou do Programa Internacional de Escrita da Universidade de Iowa por três meses, com o suporte do Conselho de Artes da Coréia.
Tornou-se mundialmente conhecida após a publicação do seu romance "A vegetariana" (채식주의자) em 2007, pelo qual, após sua tradução ao inglês, conquistou o Man Booker Prize (Prêmio Booker) em 2016.
Em 2021, a escritora sul-coreana Han Kang participou da Festa Literária Internacional de Paraty (Flip), integrando a mesa "Vegetalize", ao lado da escritora Adriana Lisboa. A mediação do evento foi conduzida por Guilherme Henrique. Durante a mesa, Han Kang abordou temas centrais de sua obra, como a relação entre humanidade e natureza, explorados em livros como "A Vegetariana". A discussão destacou a sensibilidade da escritora para questões de opressão, violência e a resistência silenciosa, temas que permeiam sua narrativa e que conquistaram reconhecimento internacional.
Atualmente, Han Kang ensina escrita criativa no Universidade de Seul, e escreve contos e novelas, além de realizar trabalhos de artes visuais.

## Prémios[2]
- Prémio de Novela Coreana (1999) por O menino Buda
- Prémio  Artista Jovem do Ano (2000)
- Prémio Literário Yi Sang (2005) por A mancha mongólica
- Prémio de Literatura Dong Ri (2009) por Luta de alento
- Festival Sundance de Cinema (2010) por A vegetariana
- Festival Internacional de Cinema de San Sebastián (2011) A cicatriz (baseada em O menino Buda)
- Prémio Internacional Man Booker (2016) por A vegetariana[7]
- Prémio Nobel da Literatura (2024)[3]

## Obras traduzidas ao português
- O livro branco, tradução de Natália T. M. Okabayashi. Todavia, 2023. ISBN 978-65-5692-530-1
- Lições de Grego (Dom Quixote, 2023)
- O livro branco, tradução de Maria do Carmo Figueira. 1a ed. Alfragide : Dom Quixote, 2019.  ISBN 978-972-20-6778-2.
- Atos Humanos, tradução de Maria do Carmo Figueiredo. 1a ed. Alfragide: Dom Quixote, 2017.  ISBN 978-972-20-6323-4.
- A Vegetariana (Devir, 2013) (ISBN 9788575325728)
- A Vegetariana (Todavia, 2018) (ISBN 9788588808287)[10]